# Artur Machado
Artur Machado (ur. 1 stycznia 1909 w Niterói, zm. 20 lutego 1997) – brazylijski piłkarz, obrońca. Brązowy medalista MŚ 38.
Największe sukcesy odnosił w Fluminense FC, gdzie grał w latach 1935–1942. Zwyciężał w Campeonato Carioca (1936, 1937, 1938, 1940, 1941). Wcześniej był zawodnikiem Portuguesy. Karierę kończył w klubie Juventus São Paulo. W reprezentacji Brazylii rozegrał 6 spotkań. Podczas MŚ 38 wystąpił w czterech meczach.